# Anomala perakensis
Anomala perakensis är en skalbaggsart som beskrevs av Ohaus 1933. Anomala perakensis ingår i släktet Anomala och familjen Rutelidae. Inga underarter finns listade i Catalogue of Life.